# Симпсон-стрит (линия Уайт-Плейнс-роуд, Ай-ар-ти)
|   |     |     |     |   |
| · | · л | · э | · л | · |

|   |     |     |     |   |
| · | · л | · э | · л | · |

«Симпсон-стрит» (англ. Simpson Street) — станция Нью-Йоркского метрополитена, расположенная на линии Уайт-Плейнс-роуд, Ай-ар-ти.  На станции останавливаются маршруты 2 (круглосуточно) и 5 (круглосуточно, кроме часов пик в пиковом направлении и ночи). Станцию проходит без остановки маршрут 5 (в часы пик в пиковом направлении). Станция была открыта 26 ноября 1904 года, и представлена двумя боковыми платформами, обслуживающими два пути.
Станция была открыта 26 ноября 1904 года, первоначально как часть IRT Second Avenue Line, до соединения линии с IRT Lenox Avenue Line.